# オンエアーステーション
オンエアステーションは、インターネットを放送対象とするインターネットラジオ放送局である。略称はOAS。インタネット放送局として、プロ野球中継やお笑い番組、アイドル番組などエンターテイメント性のある番組を中心に放送を行っている。

## 概要
- 2008年3月より放送運営を開始。
- ジャンルは、スポーツ、音楽、お笑い、アイドル番組を放送している。
- 番組は、全てオリジナル製作の番組を放送しており、登録自由参加型ではない。
- 運営は、オンエアステーションによって行われている。

## 特徴
- インターネットに特化した放送を行っており、携帯電話、パソコン、音楽プレイヤーなどのインターネットに繋がる機器で幅広く視聴できる。
- 視聴規模は3.5万人ほど居る。
- プロ野球イースタン・リーグ公式戦の試合中継を、インターネットラジオ放送局では史上初めて放送した。（中継は北海道日本ハムファイターズ対千葉ロッテマリーンズ戦2009年9月22日鎌ヶ谷スタジアム開催分）
- プロ野球チームの北海道日本ハムファイターズよりオフィシャル番組の提供を行っている。
- 他のメディアや番組とのコラボレーションを積極的に行われていて、東京MXテレビなどで放送の「How to モンキーベイビー!」とのコラボレーションでは、劇団ひとりや矢口真里（元モーニング娘。）が鎌スタラジオの実況を務めたり、週刊ベースボールとのコラボレーションでは、記者による鎌スタラジオの実況などが行われた。

## 現在放送中の番組

### プロ野球
- 北海道日本ハムファイターズ「鎌スタラジオ（球団情報編）」（2010年1月～）
- 北海道日本ハムファイターズ「鎌スタラジオ（試合中継編）」（2009年9月～）
- 北海道日本ハムファイターズ「鎌スタラジオ（ダイジェスト編）」（2010年3月～）

### お笑い
- 夜ふかしの会「夜ふかしの会の今週の打ち上げ!」（2008年12月～金曜24時放送更新）
- ☆まかりな☆「☆まかりな☆ラジオ」（2009年12月～火曜21時放送更新）

### アイドル
- 福田麻衣「福田麻衣のマイマイの素」（2009年11月～日曜21時放送更新）

### 音楽
- 宇津雄一「宇津雄一の宇宙一ラジオ」（2008年3月～月曜12時放送更新）

### その他
- 大山敏「構成作家のネタ出しッ!」（2010年8月～日曜21時放送更新）

## 出演・ゲスト

### 鎌スタラジオ
- 出演者

- ゲスト
  - お笑い
    - 劇団ひとり
    - ☆まかりな☆
    - 湘南デストラーデ

  - アイドル
    - 矢口真里（元モーニング娘。）

  - マスコット
    - ブリスキー・ザ・ベアー（北海道日本ハムファイターズ）
    - カビー・ザ・ベアー（北海道日本ハムファイターズ）

  - その他
    - 立花夢果（弾丸野球シンガー）
    - 佐野正幸（スポーツ作家）
    - 梅田英実（タレント）
    - 瀬戸岳志
    - 林直樹

- 解説
  - プロ野球
    - 本西厚博
    - 小関竜也
    - 田中一徳
    - 水上善雄
    - 新谷博
    - 千藤三樹男
    - 今久留主成幸
    - 斎藤秀光
    - 内田和也
    - 池永大輔

### 夜ふかしの会の今週の打ち上げ！
- 出演者
  - パーソナリティー
    - 夜ふかしの会（砂川禎一朗、原慎一）

  - マンスリーレギュラー
    - 夜ふかしの会（鈴木ちるど、三宅知明、大重わたる、鬼頭真也）

- ゲスト
  - 音楽
    - タダシンヤ(多田慎也)(2010年1月1日、2010年1月8日、2010年1月15日、2010年1月22日)
    - 山田智和)(2010年3月5日、2010年3月12日、2010年3月19日、2010年3月26日)

  - アイドル
    - 福田麻衣(2009年11月27日、2009年12月4日、2009年12月11日、2009年12月18日)

  - 俳優
    - 川島潤哉(2009年11月6日、2009年11月13日、2009年11月20日、2009年11月27日)

  - 漫画家
    - 大ハシ正ヤ(2010年2月5日、2010年2月12日、2010年2月19日、2010年2月26日)

  - お笑い
    - こけし達(2010年2月5日、2010年2月12日、2010年2月19日、2010年2月26日)

### ☆まかりな☆ラジオ
- 出演者
  - パーソナリティー
    - ☆まかりな☆（かな、まり）

### 福田麻衣のマイマイの素
- 出演者
  - パーソナリティー
    - 福田麻衣、ポチさん、山形先生

### 宇津雄一の宇宙一ラジオ
- 出演者
  - パーソナリティー
    - 宇津雄一

  - アシスタント
    - 中村絵美、真未、小林ありか、小椋郁恵、かーりー

- ゲスト
  - プロ野球
    - 北海道日本ハムファイターズ（カビー）(2009年8月31日)
    - ギャオス内藤（内藤尚行）(2009年7月20日)

  - お笑い
    - 高円寺パルサー(2010年2月15日)
    - KICK☆(2009年11月30日)
    - トリコロール(2009年11月2日)
    - ☆まかりな☆(2009年10月19日)
    - 夜ふかしの会（鈴木ちるど、鬼頭真也、砂川禎一朗、大重わたる、原慎一、三宅知明）(2008年9月1日、2008年11月17日、2009年6月29日)
    - Xllent葉弐(2010年3月15日)

  - 音楽
    - G-Frineds(2009年12月14日)
    - あおい(2009年12月7日)
    - 浜野ケイ子(2009年9月21日)
    - 永崎翔(2009年7月6日)
    - one truth only（ヤンチ）(2008年11月17日、2009年6月29日)
    - 平季唯(2008年11月17日、2009年6月29日)
    - タダシンヤ(2009年3月2日)
    - 永井秀樹(2008年5月12日)
    - 大空美樹(2008年5月5日、2010年2月22日)
    - 大光寺圭(2010年4月5日)
    - 月刊プロボーラー(2008年10月6日)

  - アイドル
    - 福田麻衣(2009年10月12日)
    - 田口万莉(2010年2月22日)
    - 神野まるみ(2010年2月8日)

  - プロレス
    - コンドル斉藤(2009年8月3日)

  - マジック
    - 上口龍生(2010年1月25日)

  - 俳優
    - 岡田正典(2009年8月17日)

  - 卓球
    - 近藤欽司(2008年8月4日)
    - 岸田聡子(2008年11月17日)

  - ボクシング
    - 杉田ツインズ（杉田純一郎・杉田祐次郎）(2008年7月21日)

  - フラメンコダンス
    - 檜山裕司(2009年11月9日)

  - その他
    - 高尾育穂(2010年6月14日)
    - 小川佳祐(2009年4月6日)

### 構成作家のネタ出しッ！
- 出演者
  - パーソナリティー
    - 大山敏、関山智大、神野まるみ